# فرودگاه تنینته ف‌آپ خایمه مونترئوئیل مورالس
فرودگاه تنینته ف‌آپ خایمه مونترئوئیل مورالس (به انگلیسی: Tnte. FAP Jaime Montreuil Morales Airport) یک فرودگاه همگانی با کد یاتا CHM است که یک باند فرود آسفالت دارد و طول باند آن ۱۸۰۰ متر است. این فرودگاه در کشور پرو قرار دارد و در ارتفاع ۲۱ متری از سطح دریا واقع شده است.